# Liste der Nummer-eins-Hits in den Niederlanden (1963)
Diese Liste enthält alle Nummer-eins-Hits in den Niederlanden im Jahr 1963. Es gab in diesem Jahr neun Nummer-eins-Singles.
| Singles |
| --- |
| - Anneke Grönloh – Paradiso - 16 Wochen (24. November 1962 – 15. März 1963) - Cliff Richard – The Next Time / Bachelor Boy - 4 Wochen (16. März – 12. April) - Anneke Grönloh – Soerabaja - 4 Wochen (13. April – 10. Mai) - Rocco Granata – Buona notte bambino - 12 Wochen (11. Mai – 2. August) - Cliff Richard & The Shadows – Lucky Lips - 2 Wochen (3. August – 16. August) - Anneke Grönloh – Cimeroni - 7 Wochen (17. August – 4. Oktober) - Elvis Presley – (You’re The) Devil in Disguise - 3 Wochen (5. Oktober – 25. Oktober) - Johnny Hallyday – Tes tendres années - 3 Wochen (26. Oktober – 15. November) - Trini Lopez – If I Had a Hammer / A-me-ri-ca - 7 Wochen (16. November 1963 – 3. Januar 1964) |